# قرار مجلس الأمن التابع للأمم المتحدة رقم 1280
قرار مجلس الأمن التابع للأمم المتحدة رقم 1280، الذي اعتمد في 3 ديسمبر 1999، بعد التذكير بالقرارات 1242 (1999)، 1266 (1999) و1275 (1999) بشأن برنامج النفط مقابل الغذاء، وعملًا بموجب الفصل السابع من ميثاق الأمم المتحدة، مدد المجلس أحكامًا تتعلق بتصدير النفط أو المنتجات النفطية العراقية مقابل المعونة الإنسانية لمده أسبوع واحد حتى 11 ديسمبر.
اعتمد القرار 1280 بأغلبية 11 صوتًا مقابل لا شيء مع امتناع ثلاثة عن التصويت من الصين، ماليزيا و‌روسيا؛ ولم تشارك فرنسا في التصويت. وفي معرض شرحها لأصواتها، قالت فرنسا أن القرار يستخدم للضغط على أعضاء المجلس الآخرين وأنه عاجز عن التنفيذ لمدة أسبوع واحد؛ وقالت الصين أن القرار الحالي لن يلبي الاحتياجات الإنسانية للشعب العراقي؛ وذكرت ماليزيا أن التمديد لأسبوع واحد لن يخدم أي غرض سوى الضغط على الأعضاء الدائمين في المجلس؛ وقالت روسيا أن القرار الحالي لن يحدد جدولًا زمنيًا لاستصدار قرار شامل حول العراق وأنه لم يعالج الأزمة الإنسانية بشكل صحيح.

## وصلات خارجية
- نص القرار على UNHCR.org